# Salix cupularis
Salix cupularis ist ein kleinwüchsiger Strauch aus der Gattung der Weiden (Salix) mit 1,5 bis 2,7 Zentimeter langen Blattspreiten. Das natürliche Verbreitungsgebiet der Art liegt in China.

## Beschreibung
Salix cupularis ist ein kleiner Strauch. Die Zweige sind anfangs rötlich braun oder schwarz-purpurn und später grau und haben deutlich ausgebildete Knoten. Die Knospen sind braunrot, glänzend, schmal länglich und etwa 4 Millimeter lang. Die Laubblätter haben rundliche, etwa 5 Millimeter lange Nebenblätter. Der Blattstiel ist gelblich, und etwa ein Drittel bis ein Halb Mal so lang wie die Blattspreite. Die Blattspreite ist elliptisch oder verkehrt-eiförmig-elliptisch, selten rundlich, 1,5 bis 2,7 Zentimeter lang und 1 bis 1,5 Zentimeter breit, ganzrandig, mit einer gerundeten oder breit keilförmigen Basis und einem mehr oder weniger gerundeten und bespitzten oder lang zugespitzten Ende. Die Blattoberseite ist matt grün und kahl, die Unterseite grünlich. Es werden sechs bis neun Paare von Seitenadern gebildet.
Als männliche Blütenstände werden etwa 2 Zentimeter lange Kätzchen gebildet. Der Blütenstandsstiel ist kurz und trägt drei Blättchen. Die Tragblätter sind verkehrt eiförmig, etwa halb so lang wie die Staubfäden, daunig behaart oder auf der Blattunterseite zur Spitze hin unbehaart. Sie haben eine gerundet-gestutzte Spitze. Männliche Blüten haben adaxial und abaxial schmal eiförmig-stielrunde, an der Basis verbundene Nektardrüse. Es werden zwei Staubblätter gebildet. Die Staubfäden sind an der Basis daunig behaart. Weibliche Kätzchen sind elliptisch bis kurz zylindrisch, etwa 1 Zentimeter lang und gestielt. Die Tragblätter sind eiförmig bis breit eiförmig, 1,5 bis 2 Millimeter lang und haben eine gerundete Spitze. Weibliche Blüten haben eine adaxial und eine etwas kleinere abaxial liegende Nektardrüse. Die adaxiale Drüse ist zwei- oder dreigeteilt, die Drüsenbasis ist verwachsen und ähnelt damit einem Diskus. Der Fruchtknoten ist lang eiförmig, unbehaart und kurz gestielt. Der Griffel ist etwa 1 Millimeter lang, die Narbe ist zweispaltig. Die Kapselfrüchte sind ausgereift etwa 3 Millimeter lang. Salix cupularis blüht im Juni mit dem Blattaustrieb oder etwas später, die Früchte reifen im Juli und August.

## Vorkommen
Das natürliche Verbreitungsgebiet liegt im Nordwesten der chinesischen Provinz Gansu, in Qinghai, Shaanxi, Sichuan und in der Inneren Mongolei. Salix cupularis wächst auf Berghängen in Höhen von 2500 bis 4000 Metern.

## Systematik
Salix cupularis ist eine Art aus der Gattung der Weiden (Salix) in der Familie der Weidengewächse (Salicaceae). Dort wird sie der Sektion Sclerophyllae zugeordnet. Sie wurde 1923 von Alfred Rehder im Journal of the Arnold Arboretum erstmals wissenschaftlich beschrieben. Es sind keine Synonyme bekannt. Der Gattungsname Salix stammt aus dem Lateinischen und wurde schon von den Römern für verschiedene Weidenarten verwendet.
Es werden zwei Varietäten unterschieden:
- Salix cupularis var. cupularis: Die Blattspitze ist mehr oder weniger gerundet und bespitzt, männliche Kätzchen sind etwa 1 Zentimeter lang. Das Verbreitungsgebiet liegt in den chinesischen Provinzen Gansu, Qinghai, Shaanxi, Sichuan auf Berghängen in Höhen von 2500 bis 4000 Metern.[6]
- Salix cupularis var. acutifolia S. Q. Zhou: Die Blattspitze ist lang zugespitzt, männliche Kätzchen sind bis zu 2 Zentimeter lang. Das Verbreitungsgebiet liegt in der Inneren Mongolei im Helan-Gebirge in einer Höhe von etwa 3200 Metern.[7]

## Nachweise